# Vernon Coaker
Vernon Rodney Coaker (né le 17 juin 1953) est un homme politique du parti travailliste britannique qui est député pour la circonscription de Gedling entre 1997 et 2019. Il est ministre d'État à la police, à la criminalité et à la sécurité de 2008 à 2009, puis ministre d'État aux Écoles de 2009 à 2010, secrétaire d'État fantôme à la Défense de 2013 à 2015 et secrétaire d'État fantôme pour l'Irlande du Nord d'octobre 2011 à octobre 2013, et de nouveau de septembre 2015 jusqu'à sa démission en juin 2016 du cabinet fantôme.

## Jeunesse
Né à Westminster, Londres, Coaker fréquente la Drayton Manor Grammar School à Londres. Il étudie pour un BA (Hons) en économie et politique à l'Université de Warwick, puis obtient un PGCE à Trent Polytechnic (Clifton College of Education).
Coaker travaille comme enseignant, devenant professeur d'histoire à l'école Manvers Pierrepont (maintenant le Carlton Road Center du Castle College Nottingham) de 1976 à 1982, puis chef de département à Arnold Hill School de 1982 à 1988. De 1989 à 1995, il est enseignant principal à la Bramcote Park School et jusqu'en 1997, il est directeur adjoint de la Big Wood School de Bestwood, Nottingham.

## Carrière politique
Coaker est conseiller de district pour le quartier de Cotgrave à Rushcliffe, Nottinghamshire de 1983 à 1997 et chef du groupe travailliste au conseil entre 1987 et 1997. Il se présente dans la circonscription de Rushcliffe en 1983 et de Gedling en 1987 et 1992 avant de battre Andrew Mitchell aux élections de 1997, devenant le premier parlementaire travailliste à remporter le siège de Gedling.
Après un certain nombre de postes de secrétaire privé parlementaire, Coaker devient whip du gouvernement en mai 2005 après avoir été whip adjoint depuis juin 2003. Il est ministre d'État au ministère de l'Intérieur entre 2008 et 2009 avant d'être ministre d'État à l'École et à l'apprentissage entre 2009 et 2010. Après la défaite travailliste aux élections générales de 2010, Coaker est nommé secrétaire d'État fantôme pour l'Irlande du Nord en octobre 2011. Il se joint à des dizaines de ministres de l'ombre pour démissionner de ses fonctions le 26 juin 2016 contre la direction de Jeremy Corbyn. Il soutient Owen Smith dans la tentative ratée de remplacer Jeremy Corbyn lors de l'élection à la direction du Parti travailliste (Royaume-Uni) en 2016.
Peu de temps après avoir été nommé ministre de la drogue et de la réduction de la criminalité lors du remaniement de mai 2006, il révèle au Coventry Evening Telegraph qu'il a eu «une ou deux bouffées» de cannabis en tant qu'étudiant mais qu'il n'en avait pas apprécié.
Le 22 mars 2021, il est fait pair à vie avec le titre de baron Coaker de Gedling.

## Vie privée
Il épouse Jacqueline Heaton le 23 décembre 1978 à Basford ; le couple a une fille et un fils. Il soutient Tottenham Hotspur. Son épouse, qui est enseignante, est conseillère municipale à Cotgrave, où ils habitent dans le district de Rushcliffe.